# Kvantil
Kvantil  (starejši izraz je fraktil) je točka, ki deli statistično populacijo na enake dele. Pojem se uporablja v statistiki. Največkrat delitev izvajamo na zbirni funkciji verjetnosti, ki pripada slučajni spremenljivki. Vedno pa uporabljamo po vrednosti urejeno populacijo. 
Po številu delov, na katere delimo po neki vrednosti urejeno populacijo, poznamo različne kvantile, ki jih označujemo kot p-kvantile oziroma kvantile razreda p. Pri tem velja {\displaystyle 0\leq p\leq 1\!}. Kvantili so tako mejne vrednosti med posameznimi podmnožicami slučajne spremenljivke. Kadar populacijo razdelimo na primer na 10 delov, imamo 10 podmnožic vrednosti slučajne spremenljivke in 9 vrednosti kvantilov, ki jih ločijo med seboj. Vsaka vrednost slučajne spremenljivke se nahaja v enem izmed kvantilov. Običajno navajamo, da se določena vrednost slučajne spremenljivke nahaja v k-tem kvantilu (v k-ti podmnožici, npr. če razdelimo populacijo na deset delov, imamo 10 podmnožic oziroma 10 različnih kvantilov z oznakami 0,1, 0,2,… 0,9-kvantil). Kvantil 0,5 razdeli populacijo na dva enaka dela. Pri vsakem kvantilu je na ta način določeno na koliko delov kvantil deli populacijo. Kadar populacijo razdelimo na več delov lahko govorimo tudi, da se neka vrednost nahaja v prvem ali drugem ali tretjem itd. kvantilu oziroma v k-tem kvantilu. To pomeni, da je za k-ti p-kvantil verjetnost, da bo slučajna spremenljivka zavzela vrednost manjšo od x največ k/q. Verjetnost, da bo večja od x pa je (q –k )/q. Pri tem je q -1 kvantilov, za katere velja, da je 0< k < q (k je celo število). 

## Definicija
Kvantil reda p ali p-kvantil je takšna vrednost {\displaystyle q_{p}\!} slučajne spremenljivke, da je {\displaystyle n.p\!} vrednosti manjših od {\displaystyle q_{p}\!}, ostale ( {\displaystyle n(1-p)\!} ) pa imajo večjo vrednost od {\displaystyle q_{p}\!}. Pri tem so vrednosti slučajne spremenljivke {\displaystyle x_{1}\!}, {\displaystyle x_{2}\!}, … {\displaystyle x_{n}\!} urejene po velikosti ({\displaystyle x_{1}\leq x_{2}\leq x_{3}\leq \dots \leq x_{n}\!}). 

## Različni kvantili
Nekateri najpogosteje uporabljani kvantili imajo tudi svoja imena:
- mediana razdeli populacijo na dva enaka dela (0,5-kvantil)
- tercili (uporabljajo se redkeje) razdelijo populacijo na tri enake dele, oznaka T
- kvartili razdelijo populacijo na štiri enake dele (0,25, 0,5 in 0,75-kvantil), oznaka Q (Q1, Q2, Q3)
- kvintili razdelijo populacijo na pet enakih delov, oznaka QU
- nonili razdelijo populacijo na 9 enakih delov, oznaka NO
- decili razdelijo populacijo na deset enakih delov (10-kvantil), oznaka D
- duodecili razdelijo populacijo na 12 enakih delov, oznaka Dd
- vigintili razdelijo populacijo na 20 enakih delov, oznaka V
- centili ali percentili razdelijo populacijo na 100 enakih delov (100-kvantil), oznaka P
- permilagi razdelijo populacijo na 1000 enakih delov, oznaka Pr